# ريان هاردينغ
ريان هاردينغ (بالإنجليزية: Ryan Harding)‏ (27 أبريل 1984 بإدنبرة في المملكة المتحدة - ) هو لاعب كرة قدم بريطاني في مركز الدفاع. لعب مع نادي بيركيركارا ونادي هيبرنيان ونادي ألوا أثليتيك ونادي ستيرلينغشير الشرقية وCivil Service Strollers F.C. ‏ ونادي غرينوك مورتون ونادي ليفينغستون لكرة القدم ونادي بيترهيد ‏.

## وصلات خارجية
- ريان هاردينغ على موقع قاعدة بيانات كرة القدم.إي يو (الإنجليزية)
- ريان هاردينغ على موقع Soccerbase.com (لاعب) (الإنجليزية)